# رونی کوکل
رونی کوکل (انگلیسی: Ronny Kockel؛ زادهٔ ۱۶ دسامبر ۱۹۷۵) بازیکن فوتبال اهل آلمان است.
از باشگاه‌هایی که در آن بازی کرده‌است می‌توان به باشگاه فوتبال آرمینیا بیله‌فلد، باشگاه فوتبال اوردینگن ۰۵، باشگاه فوتبال پیکان، باشگاه فوتبال اس‌وی زاندهاوزن، و باشگاه فوتبال مانهایم اشاره کرد.